# Sporobolus wallichii
Sporobolus wallichii là một loài thực vật có hoa trong họ Hòa thảo. Loài này được Munro ex Thwaites miêu tả khoa học đầu tiên năm 1889.